# Поленов, Андрей Львович (физиолог)
Андре́й Льво́вич Поле́нов (1925—1996) — советский учёный, физиолог, морфолог.
Родился 19 февраля 1925 года, скончался 6 октября 1996 года.
Член-корреспондент АН СССР (избран 15 декабря 1990), затем — РАН.
Исследовал структуры гипоталамуса и роль его нейрогормонов в регуляции функций организма в норме и патологии.
Премия имени Л. А. Орбели (1995) — за цикл работ «Гипоталамогипофизарный комплекс и пути нейрогормональной регуляции: филогенез, онтогенез, пластичность».
Дед — Андрей Львович Поленов, нейрохирург.
Отец — Лев Андреевич Поленов, командир «Авроры» с ноября 1922 г. по январь 1928 г.